# Festival Internacional de las Artes de Castilla y León
El Festival Internacional de las Artes de Castilla y León (FÀCYL) es un evento multidisciplinar (teatro-danza, música electrónica, teatro multimedia, performances, danza, etc.) que se celebra anualmente en junio en Salamanca, España. Las fechas de celebración del festival están alrededor de las fiestas de San Juan de Sahagún, patrón de Salamanca, que se celebran el 12 de junio.
Está financiado e impulsado íntegramente por la Consejería de Cultura y Turismo de la Junta de Castilla y León.
Durante los años de la crisis, se llegó a barajar la posibilidad de convertirlo en bienal debido a la coyuntura económica.

## Características
Es un evento que reúne en junio en las calles de la ciudad de Salamanca una oferta cultural amplia, que incluye espectáculos vanguardistas y clásicos.

## Historia
El festival nació en 2005 con la intención de mostrar nuevas formas de arte y acercarlo a los ciudadanos, sacándolo a la calle. La primera edición tuvo un presupuesto de seis millones de euros y un mes de duración (desde el 15 de junio al 15 de julio de 2005) y coincidió con la conmemoración del 250º aniversario de la Plaza Mayor de Salamanca.
La programación del primer festival tuvo 270 espectáculos de 180 compañías y más de 2.000 artistas, y consiguió una respuesta de alrededor de 100.000 espectadores.
La segunda edición de Fàcyl (2006) redujo sus fechas y se celebró entre el 2 y el 17 de junio, con 160 espectáculos, protagonismo especial para Brasil y un presupuesto que se reducía a la mitad al rondar los tres millones de euros.
La tercera edición empezó el 1 de junio de 2007, e incluyó 130 actuaciones de artistas procedentes de 18 países. Finalizó el 16 de junio.
La cuarta edición se celebró del 29 de mayo al 14 de junio de 2008, con la participación de 140 compañías de 21 países.
La quinta edición tuvo lugar entre el 29 de mayo y el 13 de junio de 2009, con un notable ajuste en su presupuesto (reducido hasta 1,5 millones de euros), y la participación de 170 compañías procedentes de 20 países para un total de 300 representaciones. 
La sexta edición se celebró desde el 20 de mayo y el 12 de junio de 2010.
La séptima edición tuvo lugar entre el 3 y el 11 de junio de 2011.
La octava edición se celebró desde el 13 al 17 de junio de 2012 con 53 representaciones de 73 compañías o artistas invitados procedentes de 15 países.
La novena edición se celebró entre el 6 y 11 de junio de 2013.
La décima edición se celebró entre el 6 y 11 de junio de 2014, con 79 actividades a cargo de 81 grupos y artistas.
La edición undécima se celebró del 5 al 10 de junio de 2015, incorporando por primera vez la gastronomía, en un evento denominado gastrofacyl.
La duodécima edición se celebró del 1 al 5 de junio de 2016. Aparece de forma paralela también el festival Luz y Vanguardias, del 16 al 19 de junio. http://luzyvanguardias.com
La edición de 2017 tendrá lugar del 28 de junio al 2 de julio, por primera vez en su historia sale del mes de junio.
La crisis también impactó en el festival, pasando, por ejemplo, de tres millones de euros de 2008 a cerca de 1,5 millones en 2009, o los 475.000 en 2013.

## Directores del Festival
Desde sus inicios y hasta 2009 estuvo dirigido por Guy Martini, director de programas de la Fundación Siglo y experto en equipamientos culturales y de programación de espectáculos en Francia. Fue destituido en septiembre de 2009.
En 2010, Calixto Bieito se hizo cargo de la dirección del Festival durante dos temporadas, fomentando el aspecto internacional.
En 2012, Sonia Rodríguez, directora de Programación de la Fundación Siglo, asumió el cargo de coordinadora de un festival con menor presupuesto y una duración de menos días.
Desde 2013, se encargó de su coordinación dentro de sus funciones como Jefa de  Planificación Estratégica y Marketing, Cristina Mateo, que coordinó el festival durante 3 ediciones. Entrevista en tamtampress: https://tamtampress.es/2013/06/06/cristina-mateo-no-me-comparo-con-guy-martini-ni-con-calixto-bieito/
En 2016 la dirección corrió a cargo de Carlos Jean.

## Anécdotas
En la primera edición, se extendió el festival a La Granja de San Ildefonso (Segovia). Durante las noches del 29 y el 30 de julio de 2005, en las denominadas Noches Mágicas en La Granja, se vieron en trece escenarios repartidos por todo el municipio se diferentes espectáculos de teatro, luz, sonido, pirotecnia y pasacalles. Esta parte del festival tuvo un presupuesto de 400.000 euros.
Durante la segunda edición, la actuación de Pet Shop Boys en La Granja ante más de 20.000 personas fue uno de los grandes hitos de la convocatoria, que reunió a unos 150.000 espectadores.
En la tercera edición se destinaron 800.000 euros a la extensión del certamen en La Granja, que acogió uno de los platos fuertes con el concierto de la islandesa Björk en el patio de la Herradura del palacio de La Granja.
La cuarta edición acogió el I Campeonato Nacional de Beatbox.
En la quinta edición Calixto Bieito ofreció en Salamanca un ensayo abierto de su montaje ‘Don Carlos’, un año antes de tomar las riendas del festival.
En la edición de 2015, coincidiendo con el quinto centenario del nacimiento de Santa Teresa de Jesús, el festival incorporó textos de la monja abulense en algunas de las actividades programadas.